# Tømmervåg
Tømmervåg är en ort i Aure kommun i Møre og Romsdal fylke i västra Norge. Orten ligger där fylkesväg 680 möter fylkesväg 6198, på den västra delen av ön Tustna. Den har färjeförbindelse med Seivika i Kristiansunds kommun.
Tidigare har orten tillhört dåvarande Edøy kommun, därefter dåvarande Tustna kommun.